# Urząd Aukrug
Urząd Aukrug (niem. Amt Aukrug) - dawny urząd w Niemczech w kraju związkowym Szlezwik-Holsztyn, w powiecie Rendsburg-Eckernförde. Siedziba urzędu znajdowała się w miejscowości Aukrug.
1 stycznia 2012 urząd został połączony z dwoma urzędami: Hanerau-Hademarschen, Hohenwestedt-Land oraz gminą Hohenwestedt tworząc nowy urząd Mittelholstein.
W skład urzędu wchodziły cztery gminy:
1. Arpsdorf
2. Aukrug
3. Ehndorf
4. Padenstedt